# Boris Režek

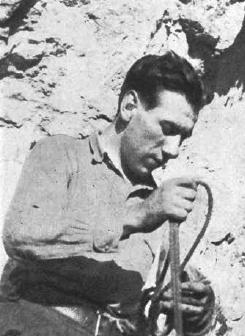

Boris Režek, född 2 oktober 1908 i Ljubljana i Österrike-Ungern (nuvarande Slovenien), död där 26 juli 1986, var en jugoslavisk (slovensk) längdåkare. Han var med i de olympiska vinterspelen 1928 i Sankt Moritz och kom på 42:a plats på 18 kilometer.